# Городчин
Городчин (укр. Городчин) — село на Украине, находится в Радомышльском районе Житомирской области.
Код КОАТУУ — 1825086202. Население по переписи 2001 года составляет 31 человек. Почтовый индекс — 12230. Телефонный код — 4132. Занимает площадь 0,437 км².

## Адрес местного совета
12230, Житомирская область, Радомышльский р-н, с.Меньковка